# Pilar Faus Sevilla
Pilar Faus Sevilla (Valencia, 11 de noviembre de 1925 - Las Palmas de Gran Canaria, 4 de julio de 2008) fue una escritora, investigadora y bibliotecaria española. 

## Biografía
Pilar estudió en la Escuela Cossío de Valencia, donde tuvo como profesora a María Moliner, hasta 1936. Se licenció en Filosofía y Letras, Sección Historia, en 1950. Desde 1951 hasta 1954 fue contratada como interina a nivel Facultativo en la Biblioteca Universitaria de Valencia. También de 1951 a 1957 es becaria del Instituto Jerónimo Zurita del CSIC y de la Institución Alfonso el Magnánimo de Valencia, en su sección de Historia Moderna y Contemporánea. En 1955 ingresa por oposición en el Cuerpo Auxiliar de Archivos, Bibliotecas y Museos, siendo destinada a la Facultad de Medicina de la Universidad de Valencia.
Pilar Faus Sevilla donó en el año 2006 su biblioteca a la Biblioteca Valenciana Nicolau Primitiu. La colección bibliográfica reúne obras relacionadas con su formación intelectual y su carrera profesional, predominando las de Literatura, Historia, Biblioteconomía y Documentación. Cuenta también con publicaciones oficiales del Consell Valencià de Cultura y de la Conselleria de Cultura y Deporte, y obras de referencia como diccionarios, bibliografías, catálogos e inventarios de Archivos y Bibliotecas